# Suwa-jinja
Suwa-jinja (jap. 諏訪神社) – chram shintō w Nagasaki, w Japonii. Jest to największy i najważniejszy chram w Nagasaki, zbudowany w celu osłabienia wpływów chrześcijaństwa.

## Historia
Chram powstał w 1614, kiedy siogun Ieyasu Tokugawa wydał edykt zniszczenia chrześcijaństwa; był to początkowo niewielki budynek. Chram, poświęcony kultowi kami odwagi i obowiązku Suwa-no-kami, miał stać się głównym ośrodkiem shintō w mieście, w którym mieszkała bardzo duża grupa chrześcijan, którzy zniszczyli tu wiele chramów i świątyń buddyjskich. Uważano, że ustanowienie głównego ośrodka kultu shintō, będzie istotne dla konwertowania chrześcijan na tradycyjne religie japońskie. 
Aż do 1624 chram był często atakowany przez miejscowych chrześcijan. Wysiłki kapłanów shintō (takie jak zawody sumo i pokazy rzekomej mocy kami), aby przyciagnąć do chramu chrześcijan okazały się bezowocne. Z tego powodu w 1634 wydano edykt nakazujący wszystkim zarejestrowanie się w chramie jako wyznawcy shintō. Każdy, kto tego nie zrobił, był aresztowany, torturowany i w końcu stracony, jeśli nie wyrzekł się wiary chrześcijańskiej. Ponadto w chramie aż do 1856, kiedy chram spłonął, organizowano wspaniałe festiwale i występy teatru nō, mające być wielką demonstracją japońskiej tradycji. 
W 1871 chramowi nadano średnią rangę ważności Kokuhei Chūsha (国 幣 中 社) i znacznie rozbudowano. 9 sierpnia 1945 chram Suwa przetrwał bombardowanie atomowe Nagasaki, bo stok góry osłonił go przed falą uderzeniową i zniszczeniem. Było to wówczas przedstawiane jako dowód potęgi kami, w porównaniu do katedry Urakami i otaczającej ją katolickiej dzielnicy Urakami, które zostały całkowicie zniszczone. W 1984 chram odnowiono i zmodernizowano. Tu w październiku odbywa się centralny festiwal Nagasaki kunchi. .

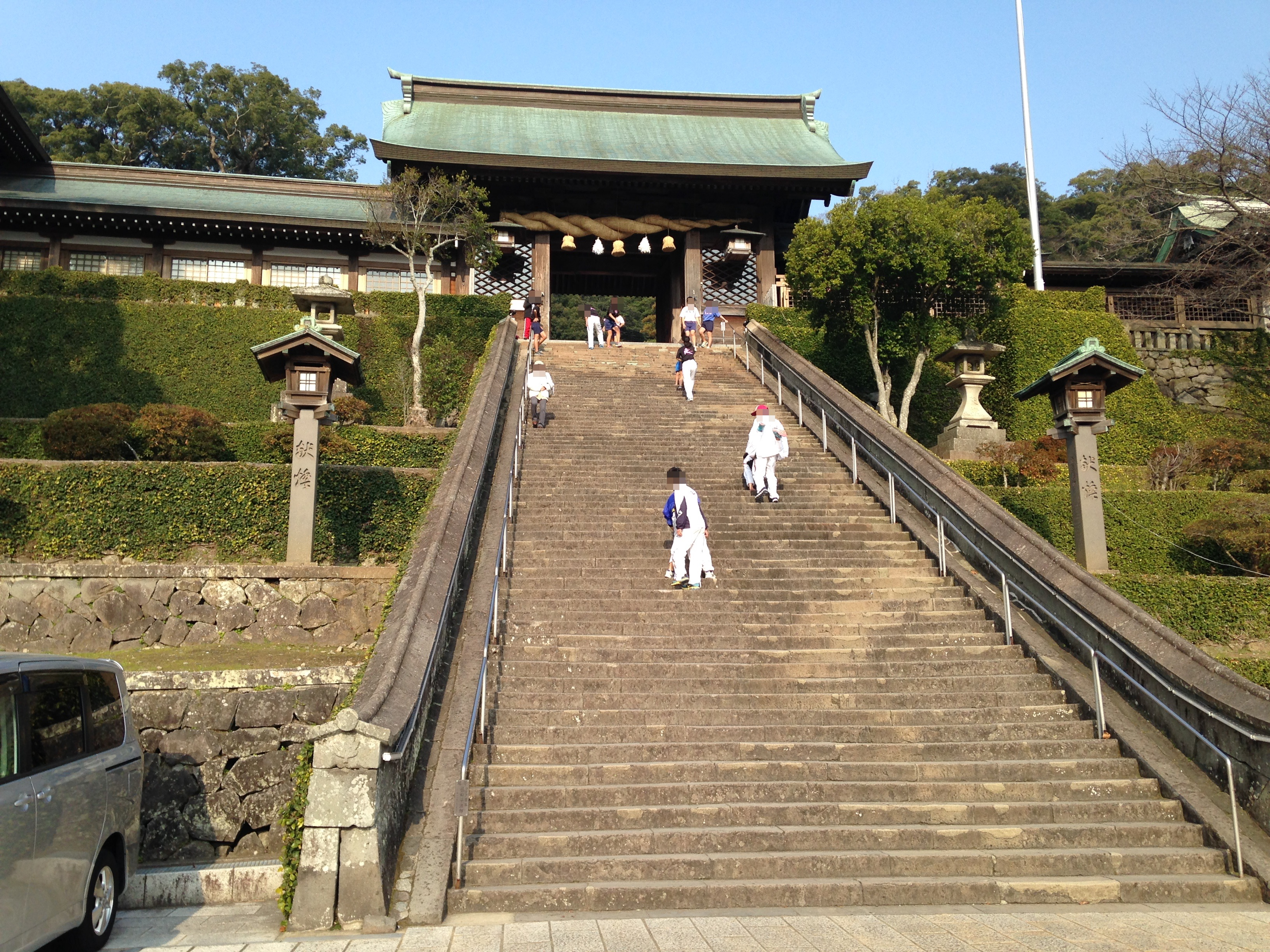
brama wejściowa do chramu
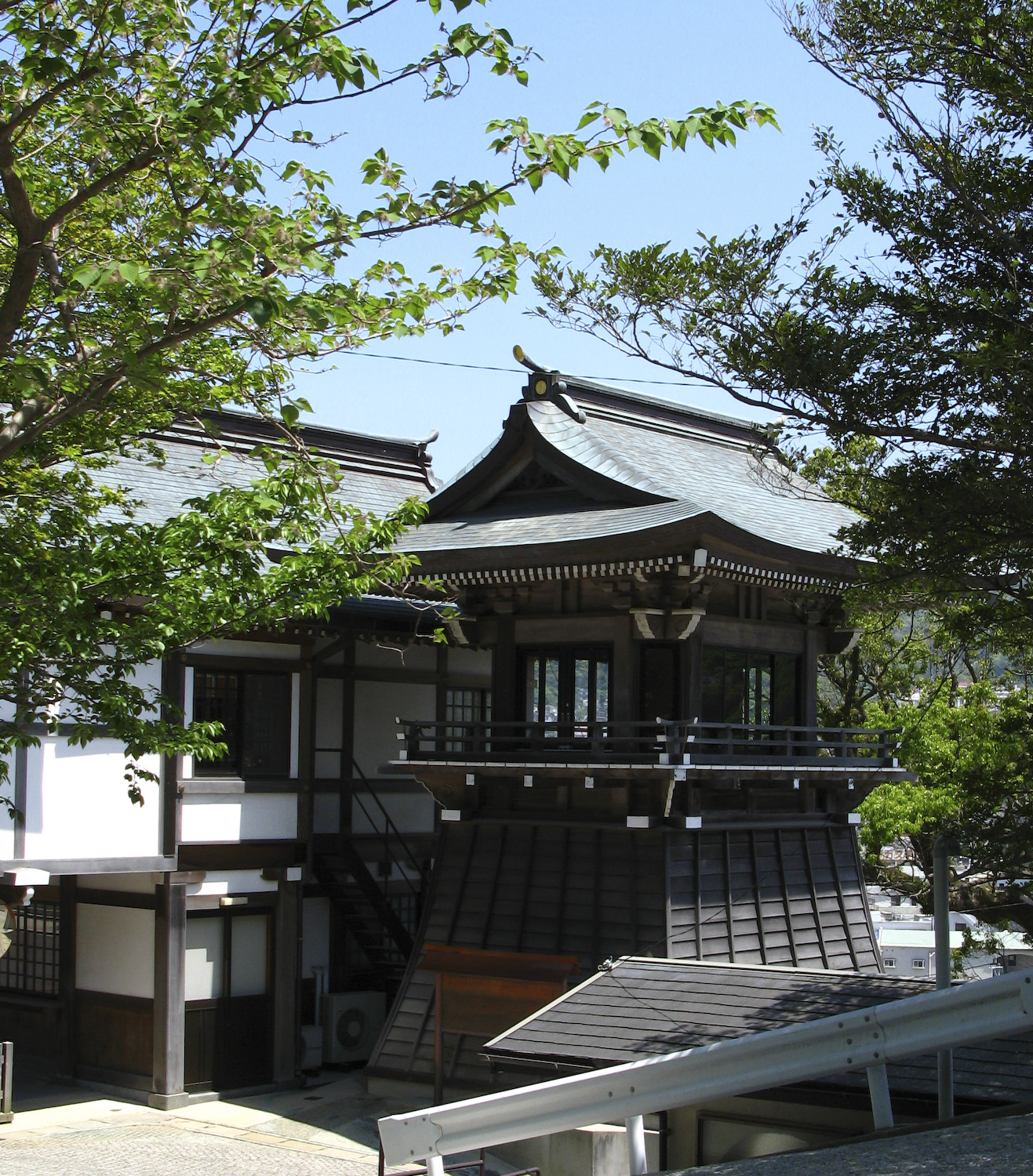
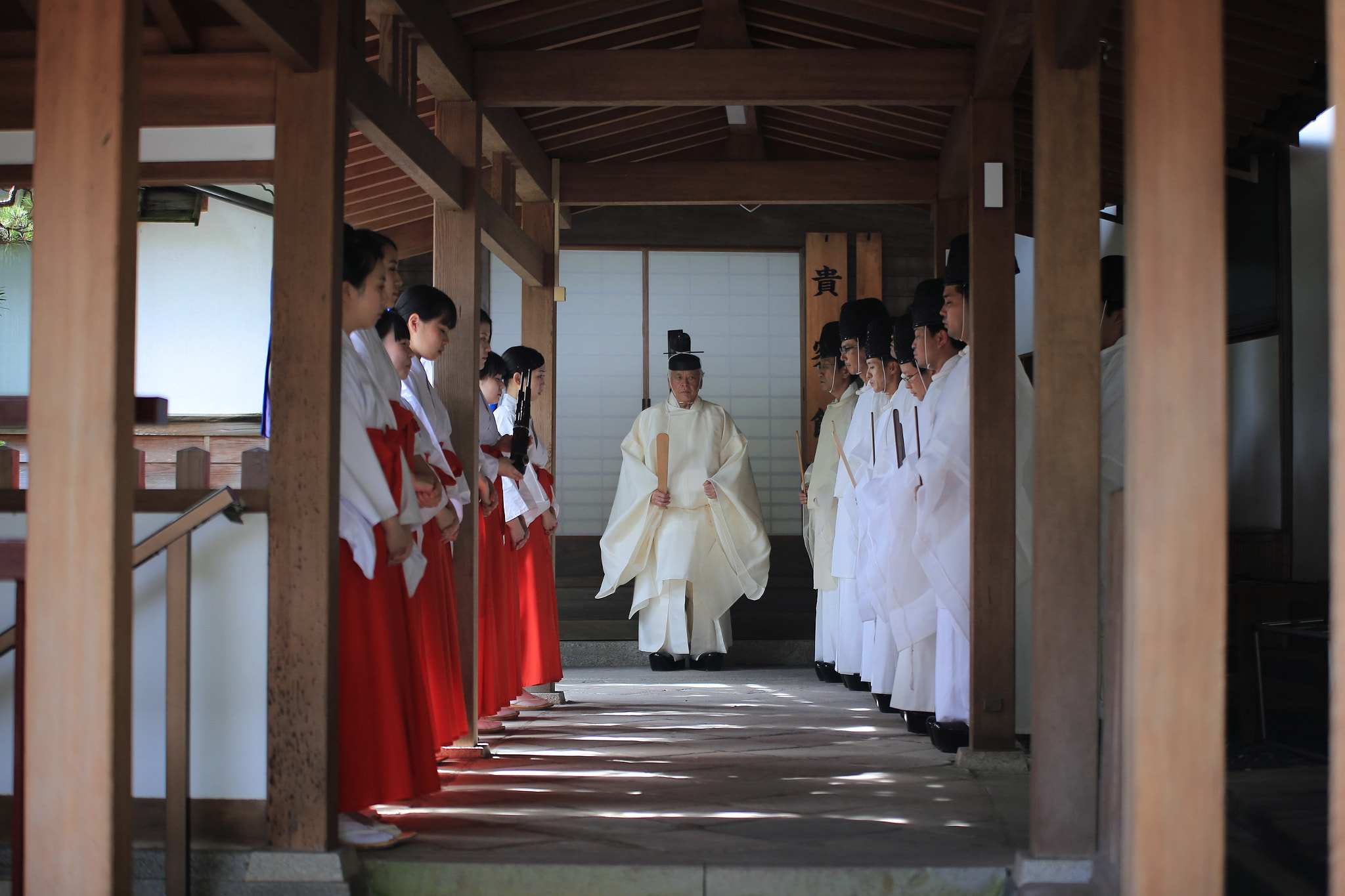
Kapłani i kapłanki miko wewnątrz chramu
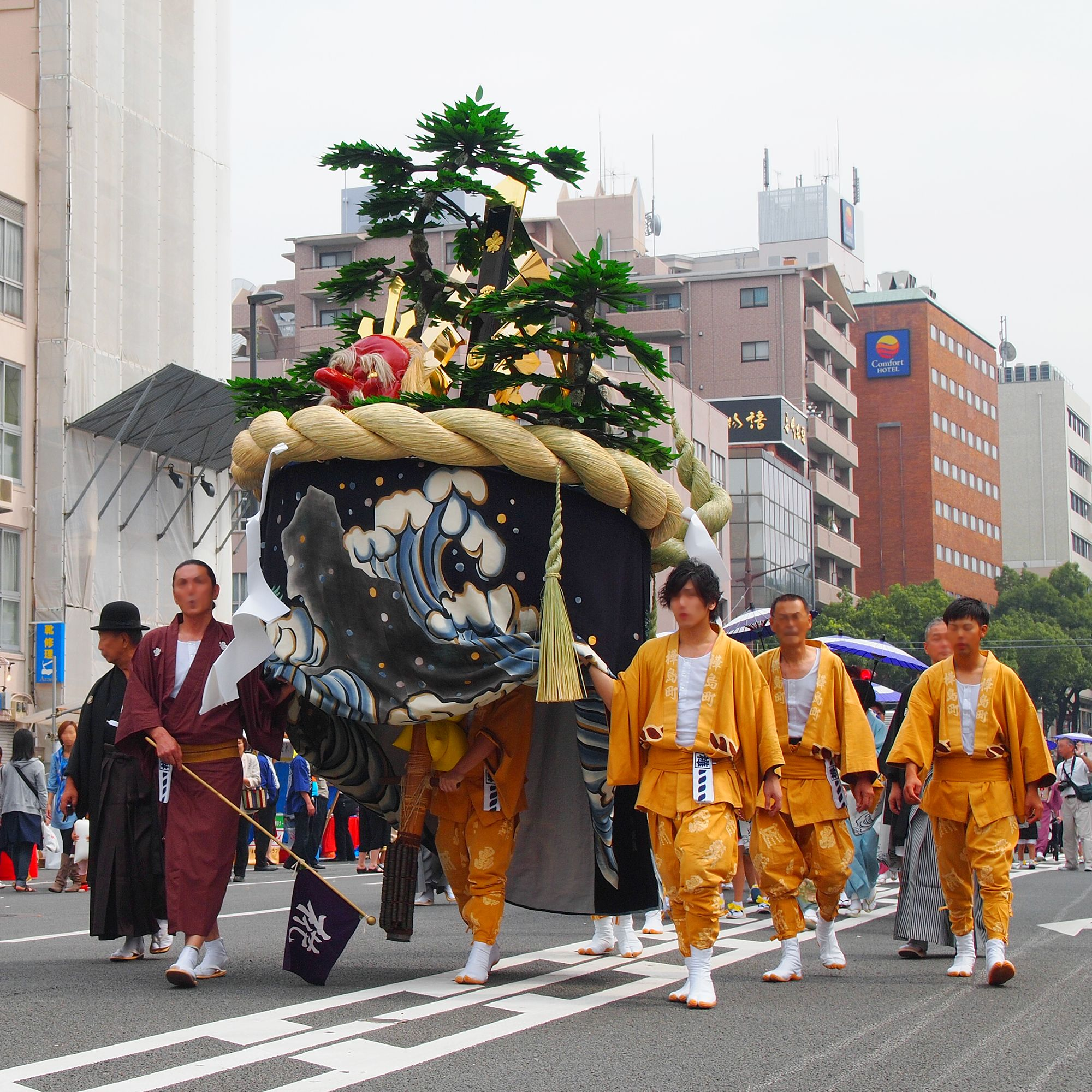
festiwal